# Benilde García Cabrero
Benilde García Cabrero es una psicóloga e investigadora mexicana, de la Universidad Nacional Autónoma de México, consultora experta en temáticas educativas de organismos internacionales y nacionales como la UNESCO, UNICEF, OCDE, BID, OEI y  SEP.
En 2013  compareció ante el Senado como parte de los candidatos de la primera terna para integrar la Junta de Gobierno del Instituto Nacional para la Evaluación de la Educación.

## Trayectoria
Estudió la licenciatura  y maestría en la Facultad de Psicología de la UNAM. Realizó estudios de Doctorado en Psicología Educativa en la Facultad de Educación de la Universidad de Mc Gill, Canadá y la UNAM.
Es miembro de las siguientes asociaciones profesionales y científicas
- La Asociación Americana de Investigación Educativa (AERA)
- Sociedad Internacional para la Investigación de Actividad es histórico-cultural es (ISCAR)
- Asociación para la educación moral (AME)
- Asociación Americana de Evaluación (AEA)
- El Consejo Mexicano de Investigación Educativa (COMIE)
- Red de Investigadores sobre Evaluación de la Docencia (RIED).

### Investigación
Sus líneas de trabajo se enfocan en: 
- Las dimensiones socioemocionales, afectivas y de la educación.
- Optimización del desarrollo de habilidades en el aprendizaje y la enseñanza, en las poblaciones estudiantiles y docentes.[6][7][8]
- Formación cívica y ética basada en el enfoque de aprendizaje servicio.
- Enseñanza de las matemáticas.

Cuenta con más de 100 publicaciones, entre artículos especializados internacionales, nacionales, capítulos de libros, reportes, ponencias y conferencias. Es miembro del Sistema Nacional de Investigadores, Nivel II.

### Docencia
Es profesora Titular de Tiempo Completo de la División de Estudios de Posgrado de la Facultad de Psicología. Participa en los programas de maestría y doctorado de la UNAM, la Universidad Iberoamericana, entre otras universidades, donde ha impartido más de cuarenta cursos, dirigido más de cincuenta tesis.

## Premios y contribuciones
- En 2017 fue condecorada por el Special Interest Group Moral Development and Education (SIG-MDE) con el Outstanding Book Award por su libro Civics and Citizenship: Theoretical Models and Experiences in Latin America, publicado por Sense Publishers.[10]

- Entre 2012 y 2017 fue consejera técnica del Instituto Nacional para la Evaluación de la Educación (INEE).

- Entre 2012 y 2016 fue representante ante el Consejo Universitario de la UNAM.[11]
- De  2007 a  2011 fue  Co-Coordinadora  del  Consejo  Consultivo de Formación Cívica y Ética, órgano asesor de la Secretaría de Educación Pública en materia de Diseño Curricular, Formación Docente y Evaluación de los Aprendizajes.
- Desde el año 2009 es coordinadora del Premio Nacional Silvia Macotela a las Mejores Tesis en licenciatura, maestría y doctorado en Psicología Educativa.
- Desde  el  año  2002  forma  parte  de  la  Red  de  Investigadores sobre Evaluación de la Docencia (RIED), en el que ha diseñado instrumentos para valorar la docencia y formar a los profesores de Educación Básica, Media Superior y Superior.

## Publicaciones
- Dentro de las publicaciones se destacan las siguientes.[12]
  1. García-Cabrero, B., y Barba, B. (coord.) (2016). Construyendo la Educación Ciudadana: Miradas Contemporáneas y Retos Futuros. México: Universidad Autónoma de Aguascalientes.
  2. García-Cabrero, B., Alba, A. R y Haro, I. (2016). Autoridad, razonamiento y afectividad: su participación en el desarrollo de actitudes cívicas y conducta pro-social. En: B. García-Cabrero y B. Barba (Coords.), Construyendo la Educación Ciudadana: Miradas Contemporáneas y Retos Futuros. México: Universidad de Aguascalientes.
  3. García-Cabrero, B., Perez,-Martínez G., Sandoval-Hernández, A., Caso-Niebla, J. & Díaz-López, C. (2016). Assessing two Theorical Frameworks of Civic Engagement”. Journal of Social Science Education, 15, (1),38-52.
  4. García-Cabrero, B.  (2015). Evaluar la docencia-evaluar a los docentes: retos y complejidades. En G. Guevara; M.T. Meléndez, F.E. Ramos; H. Sánchez y F. Tirado (coords)  La Evaluación Docente en México (177-209). México: Fondo de Cultura Económica/Instituto Nacional para la Evaluación de la Educación.
  5. García-Cabrero, B. y Klein, I. (2014). La construcción de ambientes educativos que promueven la convivencia pacífica. Revista Sinéctica, 42, 1-13.